# Georg Anton von Brentano
Georg Anton von Brentano (ur. w 1746, zm. w 1798) – szwedzki dyplomata i francuski wojskowy (Aide-Maréchal), członek wywodzącej się z Lombardii rodziny szlacheckiej. W latach 1768–1774 z polecenia króla Francji organizował armię turecką, walczącą przeciw Rosji podczas trwającej wówczas wojny rosyjsko-tureckiej. Później był szwedzkim posłem w Stambule; wywarł znaczny wpływ na turecką sztukę wojenną.